# Toer de Geuze
Toer de Geuze is een tweejaarlijks evenement in het Pajottenland en de Zennevallei, georganiseerd door de Hoge Raad voor Ambachtelijke Lambiekbieren (HORAL). De deelnemende leden van HORAL, lambiekbrouwerijen en Geuzestekerijen, zetten die dag hun deuren open voor het grote publiek. Er worden rondleidingen voorzien en er kunnen verschillende lambiekbieren geproefd worden. Bezoekers kunnen met eigen aangewend vervoer of met de bussen die ingelegd worden door HORAL een rondrit afleggen langs de verschillende deelnemende brouwerijen en stekerijen.
De Toer de Geuze werd voor het eerst georganiseerd op 19 oktober 1997. Sindsdien wordt de openbrouwerijendag van het Pajottenland en de Zennevallei om de 2 jaar georganiseerd.
Sinds 2001 vindt de Toer de Geuze plaats in de lente. Eerst nog in april, vanaf 2015 in het eerste weekend van mei.
Ter gelegenheid van het 20-jarig bestaan van de Tour de Geuze werd de elfde editie in 2017 voor het eerst een tweedaagse.
In 2021 vond een Tour de Geuze At Home plaats: een online livestreamingevenement i.p.v. een fysieke editie (omwille van de heersende COVID-19-pandemie).

## Megablend
Sinds 2009 wordt ter gelegenheid van de Toer de Geuze een unieke geuze gestoken: een megablend van lambieken uit de verschillende deelnemende brouwerijen en stekerijen. Deze gelimiteerde uitgave wordt in genummerde flessen op de markt gebracht en de eerste fles (etiketnummer 00001) wordt per opbod verkocht. Het winnende bod bedroeg telkens enkele honderden euro (255 euro in 2009, 315 euro in 2011).
Hoewel er in 2021 geen fysieke Toer de Geuze plaatsvond door de COVID-19-pandemie, werd er wel een megablend geproduceerd en verdeeld.

### Megablend 2009
Van de Megablend 2009 werden 16.000 genummerde flessen op de markt gebracht. De lambiek was afkomstig van Boon, De Cam, De Troch, 3 Fonteinen, Hanssens, Lindemans, Oud Beersel en Timmermans.

### Megablend 2011
De Megablend 2011 is een geuze gestoken met lambiek van Boon, De Cam, De Troch, 3 Fonteinen, Hanssens, Lindemans, Oud Beersel en Timmermans. Van de Megablend Oude Geuze 2011 werden 17.000 flessen geproduceerd.

### Megablend 2013
De Megablend 2013 is een geuze gestoken met lambiek van 3 Fonteinen, Boon, De Cam, De Troch, Hanssens, Lindemans, Oud Beersel, Tilquin en Timmermans.

### Megablend 2015
De Megablend 2015 is een geuze gestoken met lambiek van 3 Fonteinen, Boon, De Cam, De Troch, Hanssens, Lindemans, Oud Beersel, Tilquin en Timmermans.

### Megablend 2017
In 2017 werden 21600 flessen van 75 cl gebotteld met lambiek van 3 Fonteinen, Boon, De Cam, De Troch, Hanssens, Lindemans, Oud Beersel, Tilquin en Timmermans.

### Megablend 2019
De Megablend 2019 is een Oude Geuze gemaakt uit lambieken afkomstig van 8 producenten: Boon, De Cam, De Troch, Hanssens, Lindemans, Oud Beersel, Tilquin en Timmermans.

### Megablend 2021
De Megablend 2021 is een geuze gestoken met lambiek van Lindemans, Timmermans, De Cam, Oud Beersel, Lambiek Fabriek, Boon, Tilquin, De Troch, Hanssens, Mort Subite.

## De voorbije edities

### 1997
Deelnemende brouwerijen en stekerijen op 19 oktober 1997:
- Brouwerij Boon: Fonteinstraat 65, 1502 Lembeek
- Geuzestekerij De Cam: Dorpstraat 67A, 1755 Gooik
- Brouwerij De Troch: Langestraat 20, 1741 Wambeek
- Brouwerij 3 Fonteinen: Molenstraat 47, 1651 Lot
- Brouwerij Lindemans: Lenniksebaan 1479, 1602 Vlezenbeek
- Brouwerij Timmermans: Kerkstraat 11, 1701 Itterbeek

### 1999
De Toer de Geuze editie 1999 vond plaats op 3 oktober 1999.

### 2001
De Toer de Geuze editie 1999 vond plaats op 22 april 2001.

### 2003
De Toer de Geuze editie 1999 vond plaats op 27 april 2003.

### 2005
De Toer de Geuze editie 1999 vond plaats 3 april 2005.

### 2007
De Toer de Geuze editie 1999 vond plaats op 22 april 2007.

### 2009
De Toer de Geuze editie 1999 vond plaats op 26 april 2009.

### 2011
De Toer de Geuze editie 1999 vond plaats op 1 mei 2011.

### 2013
De Toer de Geuze editie 1999 vond plaats op 21 april 2013.

### 2015
De Toer de Geuze editie 1999 vond plaats op 3 mei 2015.

### 2017
Deelnemende brouwerijen en stekerijen op 6 en 7 mei 2017:
- Brouwerij Boon: Fonteinstraat 65, 1502 Lembeek
- Geuzestekerij De Cam: Dorpstraat 67A, 1755 Gooik
- Brouwerij De Troch: Langestraat 20, 1741 Wambeek
- Brouwerij 3 Fonteinen: Molenstraat 47, 1651 Lot
- Geuzestekerij Hanssens Artisanaal: Vroenenbosstraat 15/1, 1653 Dworp
- Brouwerij Lindemans: Lenniksebaan 1479, 1602 Vlezenbeek
- Brouwerij Mort Subite: Lierput 1, 1730 Asse
- Brouwerij Oud Beersel: Laarheidestraat 230, 1650 Beersel
- Gueuzerie Tilquin: Chaussée Maïeur Habils 110, 1430 Bierk (Rebecq)
- Brouwerij Timmermans: Kerkstraat 11, 1701 Itterbeek

Ook bezoekerscentrum De Lambiek, Gemeenveldstraat 1, 1652 Alsemberg (Beersel) nam deel.
Boon, De Cam, De Troch, 3 Fonteinen, Lindemans, Oud Beersel, Tilquin alsook het bezoekerscentrum De Lambiek waren open op zaterdag, op zondag waren dat Boon, De Cam, De Troch, 3 Fonteinen, Hanssens Artisanaal, Lindemans, Mort Subite, Oud Beersel, Tilquin, Timmermans en bezoekerscentrum De Lambiek.

### 2019
Deelnemende brouwerijen en stekerijen op 4 en 5 mei 2019:
- Brouwerij Boon: Fonteinstraat 65, 1502 Lembeek
- Geuzestekerij De Cam: Dorpstraat 67A, 1755 Gooik
- Brouwerij De Troch: Langestraat 20, 1741 Wambeek
- Geuzestekerij Hanssens Artisanaal: Vroenenbosstraat 15/1, 1653 Dworp
- Brouwerij Lindemans: Lenniksebaan 1479, 1602 Vlezenbeek
- Brouwerij Oud Beersel: Laarheidestraat 230, 1650 Beersel
- Brouwerij Timmermans: Kerkstraat 11, 1701 Itterbeek

Bezoekerscentrum De Lambiek stelde eveneens de deuren open. De Cam en Hanssens waren enkel op zondag 5 mei te bezoeken.

### 2021
Omwille van de COVID-19-pandemie kon in 2021 geen fysieke openbrouwerijendag worden georganiseerd. Op 1 en 2 mei 2021 organiseerde HORAL daarom een livestreamingevenement onder de naam Toer de Geuze At Home Live Sessions: gesprekken (in het Engels) met stekers, brouwers en sommeliers. De fysieke Toer de Geuze werd uitgesteld naar het weekend van 30 april en 1 mei 2022.
Op zaterdag 1 mei waren er interviews met Bruno Reinders (Mort Subite), Thomas Vandelanotte (Timmermans), Dirk en Geert Lindemans (Lindemans), Jo Panneels (Lambiek Fabriek), Gert Christiaens (Oud Beersel), een gesprek met Frank Boon over de HORAL Megablend 2021 en een foodpairingsessie met sommelier Andy de Brouwer van restaurant Les Eleveurs en Vloei-Bar.
Op zondag 2 mei waren er interviews met Sidy Hanssens en John Matthijs (Hanssens Artisanaal), Karel en Jos Boon (Boon), Pierre Tilquin (Tilquin), Karel Goddeau (De Oude Cam), Pauwel Raes (De Troch) en een foodpairingsessie met sommelier Yanick Dehandschutter van restaurant Sir Kwinten.

### 2022
Brouwerijen en stekerijen
Op zaterdag 30 april en zondag 1 mei:
- Boon: Fonteinstraat 65, 1502 Lembeek

- De Cam: Dorpsstraat 67, 1755 Gooik

- De Troch: Langestraat 20, 1741 Wambeek

- Den Herberg: Octave de Kerchove d'Exaerdestraat 16, 1501 Buizingen

- Lambiek Fabriek: Eugene Ghijsstraat 71, 1600 Sint-Pieters-Leeuw

- Lindemans: Lennikse Baan 1479, 1602 Vlezenbeek

- Oud Beersel: Laarheidestraat 230, 1650 Beersel

- Tilquin: Chaussée Maïeur Habils 110, 1430 Bierk (Rebecq)

- Timmermans: Kerkstraat 11, 1701 Itterbeek

Enkel op zondag 1 mei:
- Hanssens: Vroenenbosstraat 15/1, 1653 Dworp

- Mort Subite: Lierput 1, 1730 Asse

Museum
Biercentrum De Lambiek, Gemeenveldstraat 1, 1652 Alsemberg (Beersel) op zaterdag 30 april en zondag 1 mei.